# Diego Palacios
Diego José „Chiqui” Palacios Espinoza (ur. 12 lipca 1999 w Guayaquil) – ekwadorski piłkarz występujący na pozycji lewego obrońcy, zawodnik SC Corinthians Paulista. Od 2018 reprezentant Ekwadoru.

## Życiorys
Wychowanek CS Norte América, Deportivo Azogues i SD Aucas.

### Kariera klubowa
1 stycznia 2017 podpisał kontrakt z SD Aucas, występujący w Serie A. W Serie A zadebiutował 18 lutego 2018 na stadionie Estadio Gonzalo Pozo Ripalda (Quito, Pichincha) w zremisowanym 0:0 meczu przeciwko Delfín SC, zagrał całe spotkanie. W S.D. Aucas wystąpił w 23 meczach strzelając jednego gola i zdobywając trzy asysty. 23 lipca 2018 został wypożyczony na jeden sezon do holenderskiego klubu Willem II Tilburg z Eredivisie. W holenderskiej Eredivisie zadebiutował 11 sierpnia 2018 na stadionie Willem II Stadion (Tilburg, Brabancja Północna) w przegranym 0:1 meczu przeciwko VVV Venlo, grając pełne 90 minut.
12 sierpnia 2019 amerykański klub Los Angeles FC poinformował, że 7 sierpnia o godzinie 23:59 pozyskał 20-letniego obrońcę Diego Palaciosa za pomocą Targeted Allocation Money. W Major League Soccer zadebiutował 30 września 2019 na stadionie Allianz Field (Saint Paul, Minnesota) w zremisowanym 1:1 meczu przeciwko Minnesota United FC, w 84 minucie został zmieniony przez Mohammeda Monira. 

### Kariera reprezentacyjna
W reprezentacji Ekwadoru U-20 wystąpił w 20 meczach, w tym zwycięskiej kadrze Mistrzostw Ameryki Południowej do lat 20 w 2019 oraz na Mistrzostwach świata U-20 w 2019.
W seniorskiej reprezentacji Ekwadoru zadebiutował 12 października 2018 na stadionie Jassim Bin Hamad Stadium (Doha, Katar) w przegranym 3:4 meczu towarzyskim przeciwko Katarowi, w 46 minucie został zmieniony przez Aníbala Chalá.